# Manágua (departamento)
Manágua (em castelhano:  Managua) é um departamento da Nicarágua, sua capital é a cidade de Manágua.
O departamento está localizado nas margens do lago Manágua. O seu principal acidente geográfico é o vulcão Guisisil, com 1189 metros de altitude. No departamento se encontram as lagoas de Nejapa, Tiscapa, e Asosoaca.

## Economia
Manágua é o departamento com a maior atividade econômica do país, centralizando muitos serviços e as principais entidades de governo, as principais universidades e hospitais, o Aeroporto Internacional Augusto César Sandino e os principais hotéis e negócios do país.
Na agricultura o departamento produz café, milho, feijão, etc.

## Municípios
1. Ciudad Sandino
2. El Crucero
3. Manágua
4. Mateare
5. San Francisco Libre
6. San Rafael del Sur
7. Ticuantepe
8. Tipitapa
9. Villa El Carmen

## Clima
A distribuição da temperatura média mensal no Departamento de Manágua, alcança as temperaturas mais altas no município de San Francisco Libre  de 30,3 °C e 26,9 °C  nos lugares mais elevados, situados no Norte e no Sudoeste do Departamento; com oscilações máximas anuais de 2,4 °C  e  3,2 °C  respectivamente. As oscilações diurnas, são maiores que as oscilações anuais, típico das zonas tropicais.